# Marcello Durazzo (doge)
Il Serenissimo Marcello Durazzo (Genova, 1710 – Genova, dicembre 1791) fu il 169º doge della Repubblica di Genova.

## Biografia

Stemma nobiliare dei Durazzo

Nato a Genova nel 1710 da Giovan Luca di Marcello e da Paola Franzone di Giacomo, venne battezzato il 13 novembre nella chiesa di San Sisto. Dopo aver frequentato il collegio fuori città tornò a Genova e il 15 dicembre 1732 entrò nel Libro d'Oro della nobiltà.
In seguito intraprese la carriera nell'esercito della Repubblica di Genova, diventando nel 1740 ispettore del reggimento "Ristori" di terraferma con a capo di 519 soldati, poi al magistrato delle Fortificazioni e come incaricato dell'armamento contro i Corsari barbareschi.
Il 25 febbraio 1734 si sposò con la cugina Maria Maddalena Durazzo da cui ebbe una dote di 705.000 lire, il 6 settembre 1746 Marcello Durazzo e Agostino Lomellini chiesero la resa al generale inglese Browne. Dopo la sommossa popolare del dicembre nata dalla leggendaria figura di Giovan Battista Perasso e la pace del 1747, venne scelto come inviato al re di Francia, allora nelle Fiandre, per presentargli i ringraziamenti per gli aiuti economici forniti durante l'occupazione austriaca della Repubblica di Genova. Nel 1749 portò gli auguri della repubblica genovese all'infante di Spagna, Filippo di Borbone (duca di Parma). Poi divenne preside dell'Archivio segreto e inquisitore di Stato, e fece parte di una commissione inviata in Corsica con l'incarico di pacificare l'isola dalle rivolte guidate da Pasquale Paoli.
La guerra dei sette anni e la preoccupazione per le rivolte di Paoli convinsero il Durazzo della antieconomicità e dell'impossibilità per la Superba di mantenere l'isola sottomessa. Ambrogio Doria e Domenico Invrea proposero di mantenere la Corsica non più come territorio suddito ma metropolitano con tutti i diritti della "terraferma", mentre il Durazzo propose la cessione al Regno di Francia: nella seduta del Minor Consiglio del 10 marzo 1766, venne ufficialmente proposta la cessione della Corsica alla Francia e fu il Durazzo a renderla ufficiale.
Il 3 febbraio 1767 divenne doge con 249 voti su 362 e, tra i primi atti, si applicò per la cessione dell'isola alla Francia. Tra il settembre del 1768 e l'inizio del 1769 ci furono numerose votazioni del Minor Consiglio e, benché la cessione dell'isola alla Francia fosse considerata un'alternativa non più valida, il 15 maggio 1768 con la stipula del trattato di Versailles e con un cavillo legale riuscì ad avere la maggioranza del consiglio per la cessione. Il 3 febbraio 1769 concluse il suo biennio dogale e divenne più tardi preside del magistrato di Guerra e degli inquisitori di Stato.
Poi divenne deputato per i lavori del porto di Savona e fece costruire, sempre su disegno personale, il forte di Vado che poi venne chiamato in suo onore Forte Marcello. Fino al 1791 ebbe tre incarichi: protettore della nazione ebrea, di magistrato dei Culto e di protettore del Sant'Uffizio. Morì a Genova nel dicembre 1791 a 81 anni.
Ebbe quattro figli dal matrimonio con Maria Maddalena Durazzo:
- Gian Luca (1736-1743);
- Girolamo Luigi (1739-1809), unico doge della Repubblica Ligure, prefetto del Dipartimento di Genova, senatore dell'Impero Francese, Conte dell'Impero e ufficiale della Legion d'onore;
- Paola (1746-1773), sposa di Cristoforo Spinola;
- Maria Francesca "Cicchetta" Durazzo (1752-1812), sposa di Giuseppe Maria Durazzo (suo cugino).